# 帕伊米奥疗养院

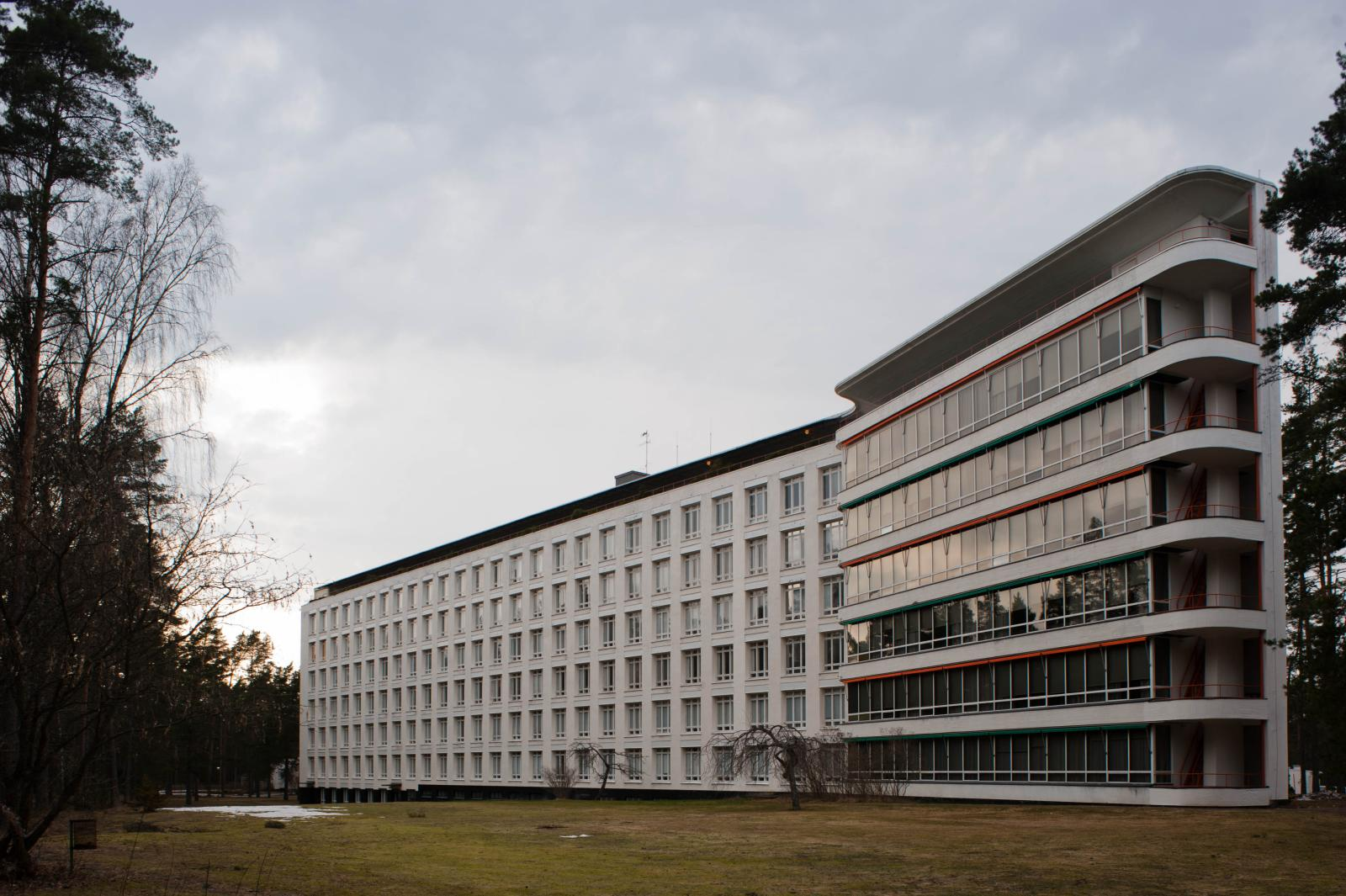
帕伊米奥疗养院

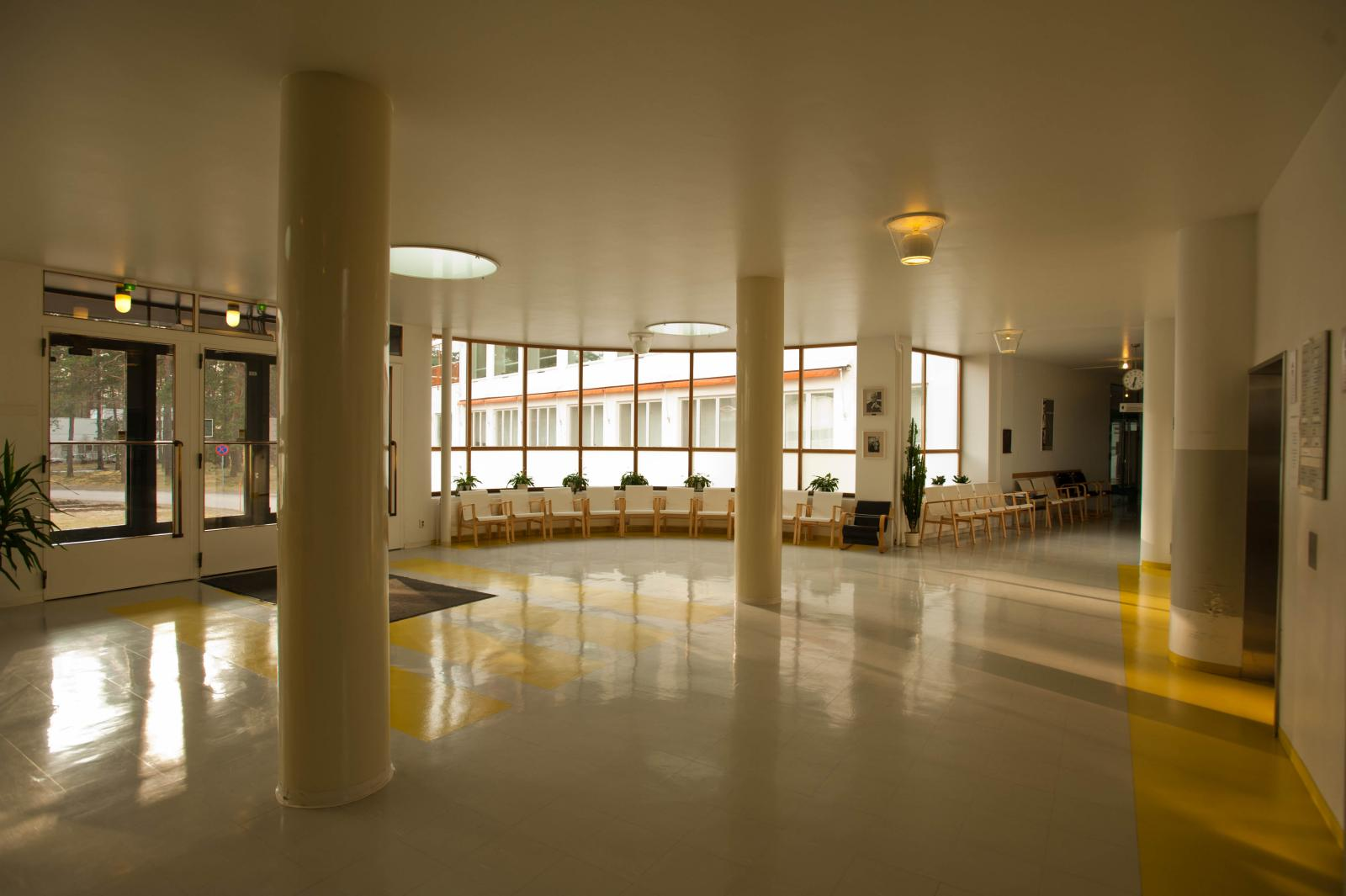
帕伊米奥疗养院内部

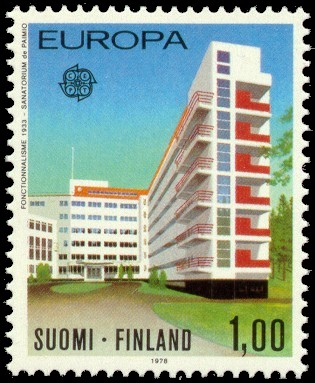
帕伊米奥疗养院纪念邮票

帕伊米奥疗养院（芬蘭語：Paimion parantola）的前身是芬兰西南部帕伊米奥市结核病疗养院，由著名芬兰设计师 阿尔瓦尔·阿尔托设计。1929年阿尔瓦尔·阿尔托贏得了競圖。療養院在1933年完工，此後獲得來自國內外的好评如潮。在20世纪60年代初期之前，该建筑專門作為结核病疗养院，後來便改为综合醫院。现今它是图尔库大学医院的一部分但並不作為醫院使用，從2014年開始做為兒童復健中心。此疗养院曾被提名为世界遗产。

## 歷史
贏得競圖之後在1929年阿爾瓦爾·阿爾托開始著手進行療養院的設計。儘管此時在他的建築生涯中仍屬「現代主義」階段，依然遵守許多柯比意現代主義建築的教條（像是水平長窗、屋頂花園、機器美學等等），但這時已經播下他日後往新領域發展的種子。比如說在入口處似雲狀的棚子就已脫離當時現代主義建築師的範疇。
這棟建築被認為是他最重要的早期作品之一，此外還有同時期的維堡圖書館。阿爾瓦爾·阿爾托與他的妻子艾諾·阿爾托包辦了整個療養院所有的家具與內裝的設計。其中有些家具（最有名的像是帕伊米奧椅）直到今天都還由他們創立的家具設計公司Artek繼續生產。

## 建築
阿爾瓦爾·阿爾托設計此療養院的出發點為「讓此療養院本身也成為治療的一部分」。他喜歡稱此建物為「醫療儀器」。例如在設計病房時：通常病房為雙人房，每個人都有自己的櫃子與洗手台。他設計了特殊的「靜音洗手台」，所以當有人在房內洗手時並不會打擾到另一個病人。此外他還將燈從病人躺著的視線中移開，並將天花板漆成灰綠色以防刺眼。每個病人都有自己的櫃子。這個櫃子固定在牆上但並沒有碰到地板，以便清潔。
早年對結核病所知不多，只知道唯一的療法就是在充滿陽光與好空氣的地方休息。因此療養院每層樓都設有陽台，虛弱的病人可以躺著被推出陽台曬太陽。較沒那麼虛弱的病人可自行走到頂樓享受陽光。通常病人會在療養院待上數年，因此在病人與照護者之間形成了特殊的社區氛圍。這些也都顯示在阿爾瓦爾·阿爾托的設計之中，像是一些公共空間、小教堂、職員宿舍和在森林之中的步道等等。在1950年代療養院增設了手術間，也是由阿爾瓦爾·阿爾托事務所設計。在那之後，由於抗生素的出現，病人數量急遽減少，療養院就變成了一般醫院。

## 現今用途
直到今日帕伊米奥疗养院仍是圖爾庫大學醫院的一部分，但已經不再作為醫院使用。從2014年開始主要建物和其他一些職員宿舍已成為「兒童及青年復健基金會」的一部分
（此基金會在2000年時由Mannerheim League for Child Welfare所創立）。